# Sphingonotus pictus
Sphingonotus pictus är en insektsart som beskrevs av Werner 1905. Sphingonotus pictus ingår i släktet Sphingonotus och familjen gräshoppor.

## Underarter
Arten delas in i följande underarter:
- S. p. pictus
- S. p. onerosus